# مركز صباح الأحمد للموهبة والإبداع
مركز صباح الأحمد للموهبة والإبداع هي مؤسسة غير ربحية تابعة لمؤسسة الكويت للتقدم العلمي بدولة الكويت، حيث يستهدف دعم المبدعين والموهوبين في مجالات العلوم والتكنولوجيا، والفنون الحرفية المتعلقة بالمجال التقني.

## أهداف المركز
رعاية الموهوبين والمبدعين الكويتيين وتعزيز ثقافة الإبداع لدى المجتمع، بالإضافة إلى تطوير خبرات الموهوبين من خلال المؤسسات المحلية والعالمية ذات العلاقة.

## من انجازات المركز
انشأ المركز بالتعاون مع وزارة التربية بدولة الكويت مدرسة أكاديمية الموهبة وذلك في عام 2016 وذلك لتطوير قدرات الموهوبين من الطلبة والعمل على تأهيلهم في مجالات الرياضيات والعلوم المتقدمة.

## وصلات خارجية
- الموقع الرسمي